# Vasilij Lukič Dolgorukov
Il principe Vasilij Lukič Dolgorukov (in russo Василий Лукич Долгоруков?; 1672 – Novgorod, 8 novembre 1739) è stato un politico, diplomatico e nobile russo.
Fu membro del Consiglio Privato Supremo (dal 1727 al 1730), prese parte alla "cospirazione dei capi" e fu dapprima esilato nel monastero di Solovetsky nel 1730, e successivamente decapitato nel 1739.

## Biografia
Figlio del governatore imperiale Luka Fedorovič Dolgorukov, nel 1687 ottenne il primo incarico presso l'ambasciata di Parigi dove suo zio Iakov Fedorovich Dolgorukov era ministro plenipotenziario. Quando quest'ultimo dovette recarsi in Spagna come ambasciatore, Vasilij scelse invece di rimanere in Francia per migliorare la propria educazione per poi portarsi a Sevsk, in Russia, dove rimase dal 1698 al 1700. Accompagnò un altro suo zio, il principe Grigorij Fedorovič Dolgorukov, quando questi ottenne l'ambasciata presso il regno di Polonia nel 1700 e rimase con lui sino al 1706, sostituendolo per ordine dello zar nella carica di ambasciatore a Varsavia nel marzo del 1706.
Dal settembre del 1707 e sino al 1720, fu ambasciatore in Danimarca, ottenendo nel contempo il governatorato della città di Belozersk. Dopo la battaglia di Poltava, nonostante l'opposizione dell'Inghilterra e dei Paesi Bassi, Dolgorukov riuscì a ristabilire una stabile alleanza tra Russia e Danimarca (1709). Durante il suo periodo come ministro plenipotenziario straordinario in Danimarca, ricevette l'Ordine dell'Elefante (1713) ed il grado di consigliere privato dal sovrano locale (1715) a dimostrazione della grande importanza che la sua figura aveva rappresentato anche alla corte danese. Lasciò Copenaghen il 7 dicembre 1720 per portarsi ancora una volta a Parigi, questa volta come ambasciatore (1721-1722). Il 14 ottobre 1721 presenziò all'incoronazione di Luigi XV di Francia in rappresentanza dello zar, ma il 18 ottobre lasciò la capitale francese per fare ritorno in Russia al termine del suo periodo di incarico.
In Russia si preoccupò di organizzare l'ingresso trionfale dello zar Pietro I a Mosca, ottenendo nel contempo il rango di senatore. Inviato come ministro plenipotenziario a Varsavia (1724), con l'incarico di "proteggere gli interessi degli ortodossi in Polonia" e chiedere che il governo polacco riconoscesse Pietro I come zar di Russia (cosa che non gli riuscì di ottenere), la morte improvvisa di Pietro I lo costrinse a fare ritorno a Mosca. Il 21 maggio 1725 la zarina Caterina I lo incluse nel novero dei propri consiglieri segreti e, ancora una volta, lo inviò ambasciatore a Varsavia, missione dalla quale dovette fare ancora una volta ritorno in patria per la morte della zarina.
Inviato come ambasciatore in Svezia (1726), ebbe il delicato compito di provvedere affinché la potenza del nord non si alleasse con l'Inghilterra attraverso l'ingresso della Svezia nell'Unione di Hannover, ma anche questo incarico si rivelò un fallimento. Nel febbraio del 1727 ricevette da re Federico I di Prussia la promessa di un anticipo per la somma di 2.000.000 di ducati che la Russia si era impegnata a pagare alla Svezia sulla base dei termini della pace di Nystad.
Durante il regno di Pietro II di Russia, il principe Vasily Dolgorukov fece ritorno in Russia (1727), dove divenne membro del Consiglio Privato Supremo (3 febbraio 1728). Al momento della morte dello zar (19 gennaio 1730), ad ogni modo, venne implicato col cugino principe Sergeij Grigorievic Dolgorukov nella redazione di un falso testamento spirituale del giovane sovrano defunto che egli scrisse di suo pugno. Secondo tale documento, il trono sarebbe andato alla zarina Ekaterina Alekseevna Dolgorukova, cugina dei principi Dolgorukov. Il piano fallì quando gli altri membri del Consiglio Privato Supremo appoggiarono la richiesta del principe Dmitrij Michajlovič Golicyn di eleggere a nuova sovrana la duchessa di Curlandia, Anna Ivanovna. Dolgorukov, messo con le spalle al muro, venne costretto ad accettare lo status delle cose ma non mancò di svolgere parte attiva nella stesura delle "Clausole restrittive del potere autocratico" (19 gennaio 1730), documento col quale il Consiglio Privato si assicurava che il potere del sovrano russo non fosse più illimitato come in passato, bensì sottoposto a precisi canoni che vennero imposti come obbligatori per l'accettazione del trono anche ad Anna Ivanovna. Fu Dolgorukov ad accompagnare personalmente la nuova zarina a San Pietroburgo.
La nuova sovrana, che pure si era presentata come debole sino al momento dell'ottenimento della corona, dopo che ebbe fortificato il proprio potere in Russia il 9 aprile 1730 nominò il principe Vasilij quale nuovo governatore della Siberia, estromettendolo così de facto dagli affari della corte di San Pietroburgo.
Nel frattempo, il 14 aprile 1730, la stessa zarina emise un decreto che lo privava dei suoi ranghi, delle onorificenze conseguite e che lo obbligava all'esilio nella sua nuova meta, decisione che gli venne notificata da un messo imperiale il 28 aprile di quell'anno, il quale lo raggiunse in strada mentre stava per raggiungere la Siberia. Con un nuovo decreto datato 23 giugno 1730, la sovrana diede l'ordine che Dolgorukov fosse imprigionato nel monastero di Solovetsky e tutti i suoi beni fossero confiscati: la zarina aveva scoperto infatti il falso testamento col quale, prima della sua ascesa, il principe Dolgorukov aveva cercato indebitamente di far ascendere la sua famiglia al trono russo e ne aveva decretato la colpevolezza nel reato di cospirazione ai danni dello stato e del sovrano. Suo cugino, il principe Ivan Alekseevich Dolgorukov, rimasto a corte, aveva nel frattempo confessato il misfatto. Vasilij Dolgorukov venne portato a Novgorod, interrogato, torturato, e l'8  novembre 1739 decapitato infine. Venne sepolto nel cimitero di Novgorod.